# Las Once Rosas Rojas
Las Once Rosas Rojas es el nombre colectivo dado a un grupo de mujeres que fueron fusiladas el 17 de noviembre de 1938 en los muros del cementerio de Ciriego de Santander (España). Son conocidas como las Rosas Rojas de Cantabria por la similitud de su historia con la de Las Trece Rosas.

## Historia
Durante la guerra civil española y en los años posteriores, el cementerio de Ciriego fue escenario de fusilamientos masivos de prisioneros republicanos. Se calcula que las víctimas mortales, entre 1937 y 1948, fueron unas 836 personas procedentes de distintas prisiones y campos de concentración franquistas, especialmente del seminario de Monte Corbán, entre las que habría unas sesenta mujeres.
El 17 de noviembre de 1938 los presos de Corbán habían sido obligados a cavar durante varias horas ante la previsión de fusilamientos masivos esa noche. Horas más tarde, llegaron al cementerio varios camiones procedentes de la Prisión Provincial de Santander con treinta y cinco condenados por el Tribunal Militar en los juicios que se celebraban en el Instituto Santa Clara. Entre ellos, también había once mujeres que serán conocidas como Las Once Rosas Rojas.

## Las Once Rosas Rojas
- Guadalupe Fernández Pérez (29 años), conocida como La Pasionaria de Los Corrales.[3]
- Pilar Benito (21 años), de Aguilar de Campoo.[3]
- Alejandra Bañuelos Recio (19 años).[3]
- Damiana Pérez (18 años).[3]
- Manuela Pescador Santiago (19 años).[3]

Además de las anteriores, también fueron fusiladas otras seis mujeres que no fueron ser identificadas.

## Memoria histórica
El historiador José Ramón Saiz Viadero acuñó el nombre de Las Once Rosas Rojas. Se ha elaborado una guía de memoria de Las 11 Rosas Rojas, que se presentó en el acto de homenaje que se celebró el 16 de noviembre de 2024 en el cementerio de Ciriego.

## Homenajes
El 16 de noviembre de 2024, el cementerio de Ciriego acogió un homenaje organizado por La Pajarera Magazine y respaldado por la Comisión 8 de Marzo de Cantabria y diferentes organizaciones sociales. Durante el acto, se recordó que fueron asesinadas por "creer en una república que llenó las escuelas y les dio derechos a leer, escribir, votar, ir a la universidad, a divorciarse y a abortar; además de igualar derechos entre hijos dentro y fuera del matrimonio". El acto contó con la presencia de Fiscalía de Memoria de Cantabria y del historiador José Ramón Saiz Viadero.